# Largo do Machado
Largo do Machado è una stazione della linea 1 e 2 della metropolitana di Rio de Janeiro. È situata sotto largo do Machado, nel quartiere di Catete.

## Storia
La stazione fu attivata il 21 dicembre 1981.

## Interscambi
Nelle vicinanze della stazione effettuano fermata diverse linee di autobus urbani.
- Fermata autobus